# Chris Robertson
Christopher Robertson (Dundee, Escocia, 11 de octubre de 1986) es un futbolista escocés. Juega de defensa y su actual equipo es el Coalville Town F.C. de la Northern Premier League de Inglaterra.

## Clubes
| Club                                  | País       | Año       |
| ------------------------------------- | ---------- | --------- |
| Sheffield United F. C.                | Inglaterra | 2005-2007 |
| Leigh RMI (cedido)                    | Inglaterra | 2005      |
| Chester City F. C. (cedido)           | Inglaterra | 2006      |
| Torquay United F. C.                  | Inglaterra | 2007-2012 |
| Preston North End F. C.               | Inglaterra | 2012-2013 |
| Port Vale F. C.                       | Inglaterra | 2013-2015 |
| Ross County F. C.                     | Escocia    | 2015-2016 |
| A. F. C. Wimbledon                    | Inglaterra | 2016-2017 |
| Swindon Town F. C.                    | Inglaterra | 2017-2019 |
| Havant & Waterlooville F. C. (cedido) | Inglaterra | 2019      |
| Ilkeston Town F. C.                   | Inglaterra | 2019-2020 |
| Grantham Town F. C.                   | Inglaterra | 2020      |
| Coalville Town F.C.                   | Inglaterra | 2020-     |

## Palmarés

### Campeonatos nacionales
| Título                     | Club              | País    | Año  |
| -------------------------- | ----------------- | ------- | ---- |
| Copa de la Liga de Escocia | Ross County F. C. | Escocia | 2016 |